# Mokré Lazce
Mokré Lazce là một làng thuộc huyện Opava, vùng Moravskoslezský, Cộng hòa Séc.